# Thliptoceras umoremsugente
Thliptoceras umoremsugente là một loài bướm đêm trong họ Crambidae.